# Edsta kapell
Edsta kapell är ett frikyrkokapell i Ljustorp, Timrå kommun, tillhörande Ljustorps baptistförsamling.

## Historia
1899 invigdes kapellet i Edsta och kapellet har sedan dess använts som gudstjänstlokal åt församlingen. Kapellet är renoverats varsamt i flera omgångar, men har kvar sin prägel av gammaldags frikyrkokapell, med pärlspont på väggarna.

### Fotnoter
1. ↑  ”Vår historia”. Ljustorps baptistförsamling. Arkiverad från originalet den 6 februari 2016. https://web.archive.org/web/20160206124441/http://www.ljustorpsbaptistforsamling.se/?page_id=34. Läst 30 januari 2016.